# Estação José Bonifácio
A Estação José Bonifácio é uma estação ferroviária pertencente à Linha 11–Coral da CPTM, localizada no distrito de José Bonifácio, na Zona Leste de São Paulo. A estação possui um terminal de ônibus integrado cujas linhas atendem às Áreas 3 (amarela) e 4 (vermelha).

## História
A estação José Bonifácio surgiu dentro do controverso projeto de ampliação da Linha Leste-Oeste do Metrô para Guaianases, levado a cabo em 1987. Apesar de estudos da Companhia do Metropolitano de São Paulo não recomendarem a mera extensão da linha, a gestão Quércia resolveu realizar a obra assim mesmo. Iniciada em cerimônia oficial em 14 de outubro de 1987, as obras da estação José Bonifácio foram paralisadas logo em seguida por falta de recursos (bloqueados pelo BNDES por conta das dívidas do Metrô paulista para com o banco). Em maio de 1988 as obras foram reiniciadas, porém em ritmo lento (dado que a prioridade do metrô era a obra do Ramal Paulista). Após um lento andamento, as obras da estação são novamente paralisadas em 1992.
As obras somente foram retomadas em 1995, quando foram repassadas para a CPTM (que pôde renegociar o empréstimo com o BNDES). A estação foi inaugurada em 27 de maio de 2000.

## Tabela
| Sigla | Estação        | Inauguração        | Integração               | Plataformas | Posição | Notas                                                  |
| ----- | -------------- | ------------------ | ------------------------ | ----------- | ------- | ------------------------------------------------------ |
| JBO   | José Bonifácio | 27 de maio de 2000 | Bilhete Único da SPTrans | Laterais    | Elevada | Estação construída pelo Metrô de São Paulo para a CPTM |

## Ligações Externas
- Página oficial da CPTM
- Estação José Bonifácio no site da CPTM[ligação inativa]
- Estação José Bonifácio no site estações ferroviárias do Brasil